# Kawanishi H8K
Kawanishi H8K  (japonês: 二式大型飛行艇, Tipo 2 hidroavião pesado. 二式大艇,  Nishiki Daitei, Nishiki Taitei) — foi um hidroavião quadrimotor usado pela Marinha Imperial do Japão na II Guerra Mundial. Era conhecido pelos aliados como Emily. Dos aviões desta categoria usados no conflito, é considerado um dos melhores.

## Projeto
Em 1938 quando seu antecessor o Kawanishi H6K entrava em serviço, a Marinha japonesa determinou o desenvolvimento de um hidroavião de patrulha maior e com mais alcance. O resultado foi este hidroavião, inspirado no britânico Short Sunderland, e considerado por alguns como o melhor da guerra. Apesar disso, seu desenvolvimento foi problemático. O protótipo apresentou deficiência de flutuação na água. Outros protótipos corrigiram o desenho de seu casco.
Era um hidroavião com grande resistência a danos. Foi dotado de blindagem pesada e seus tanques de combustível eram bem protegidos.
As melhorias na versão H8K2 logo apareceram e por seu armamento defensivo extremamente pesado mereceu o respeito das tripulações aliadas que aparentemente apelidaram-no de porco-espinho voador. O H8K2 era um aperfeiçoamento do H8K1, com motores mais potentes, armamento ligeiramente melhor e um aumento na capacidade dos tanques de combustível. Foi idealizado para ser a versão definitiva e teve 112 aeronaves construídas.
O H8K2-L foi uma versão de transporte de tropas com 40 exemplares fabricados e capaz de transportar 62 soldados. Este avião foi também conhecido como Seiku (晴空, "Céu claro").
Neste foram eliminadas as "bolhas" com armamentos defensivos na parte superior, nas laterais e na barriga. Para aumentar o espaço interno, a blindagem de seus tanques foi removida, reduzindo assim sua resistência.

## Em ação

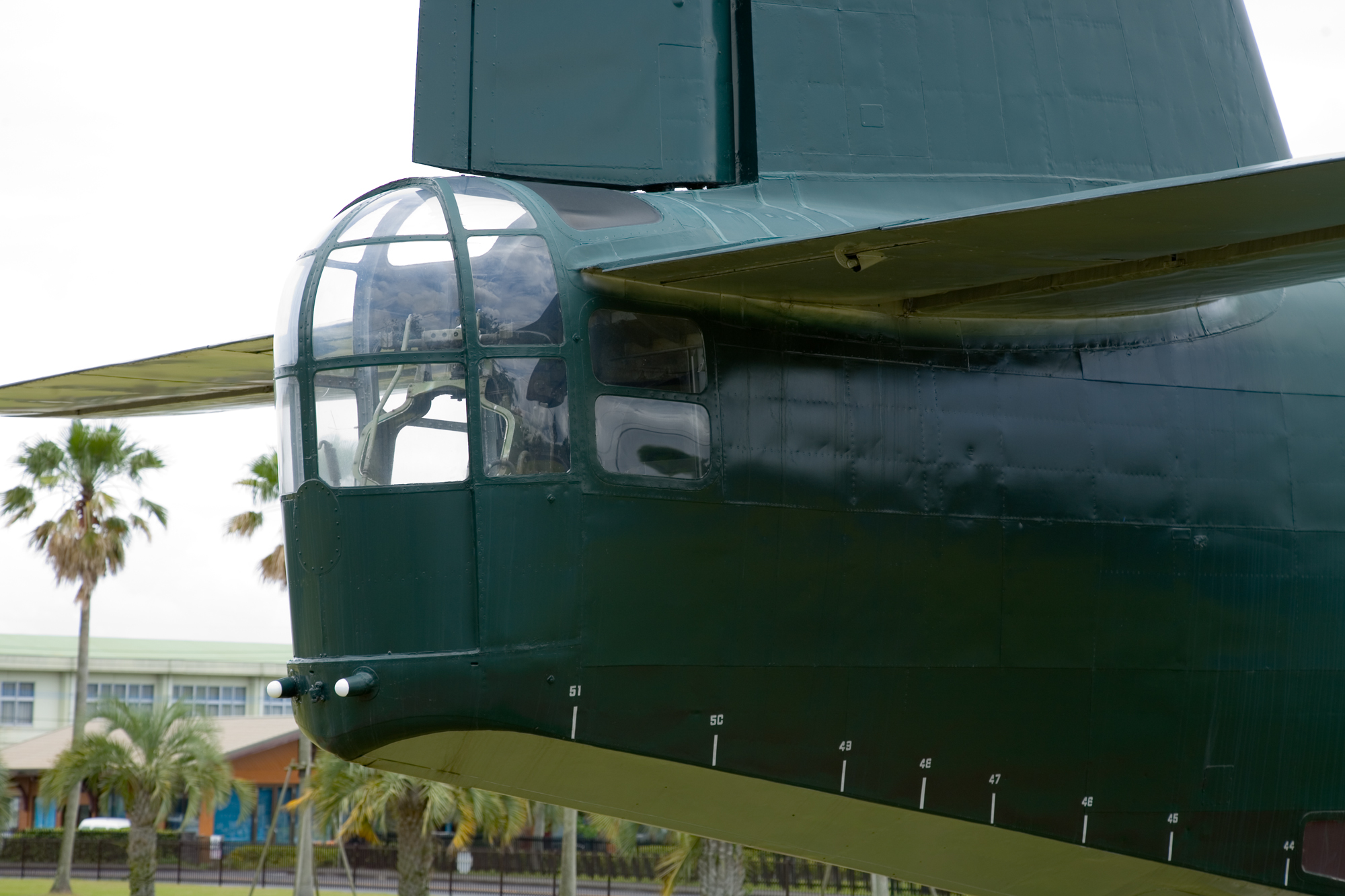
Posição do atirador na "bolha" da cauda do H8K2.

O H8K entrou em produção em 1941 e sua primeira missão foi efetuada na noite de 4 de Março de 1942 na tentativa de um segundo ataque a Pearl Harbor. Uma vez que o alvo deste ousado ataque encontrava-se fora do alcance dos hidroaviões, seria necessário um reabastecimento por submarino a ser realizado no atol French Frigate Shoals a 160Km da Ilha Necker no Havaí. Dois aviões tentaram bombardear Pearl Harbor, mas, devido à baixa visibilidade, não provocaram qualquer dano significativo.
O H8K2 foi usado em várias funções: patrulha, reconhecimento, bombardeiro e transporte durante toda a guerra do Pacífico.

## Versões e fotos
Informações sobre as versões do Kawanishi H8K usadas durante a guerra e fotos.

### Versões
H8K1
Um protótipo experimental e duas aeronaves para testes.
H8K1
Primeiro modelo de série a operar, 14 construídos.
H8K1-L
Redesignação do primeiro protótipo, após sua conversão em um avião de transporte.
H8K2 (Modelo 12)
Versão com motores mais potentes e melhor armamento, equipada com radar experimental, 120 construídos
H8K2-L Seiku ( "Céu claro"), (Modelo 32)
Versão de transporte do H8K1. Exemplares armados foram equipados com dois canhões 20 milímetros Tipo 99 e com capacidade de transporte de 29-64 passageiros (36).
H8K3 (Modelo 22)
Versão experimental do H8K2 modificado. Equipado com flutuadores retráteis nas asas, porta lateral corrediça, armas locais no lugar das "bolhas" e a torre retrátil dorsal como um esforço para aumentar sua velocidade. 2 protótipos.
H8K4 (Modelo 23)
H8K3 com diferentes motores, 2 convertidos.

### Fotos
|  |  |

|  |  |

## Sobreviventes
Quatro aeronaves sobreviveram até o final da guerra. Um deles, um H8K2, foi capturado por forças americanas no fim da guerra e foi avaliado antes de ser devolvido ao Japão em 1979. Foi exibido Museu de Ciência Marinha de Tóquio até 2004, quando foi transferido para a Base Aérea de Kanoya em Kagoshima.